# タクテクス
『タクテクス』はホビージャパンがかつて発行していたアナログゲームの専門誌。本来はウォー・シミュレーションゲームを扱っていたが、後期はテーブルトークRPGの情報も積極的にとりあげたためテーブルトークRPG雑誌としても認識されている。
ウォー・シミュレーションゲームを扱う専門誌としては日本初の雑誌でもあった（ただし、コンピュータゲームはあまり対象としていなかった）。

## 概要
1981年12月にウォー・シミュレーションゲーム専門誌として創刊（1982年1-2月号）。初期は隔月刊誌として刊行されていたが1985年10月発売の24号に月刊化（1985年11月号）。1990年3月に月刊誌としては休刊（通巻77号）。1990年8月からは『季刊タクテクス』として再出発したが、1992年2月に休刊した（通巻7号）。
『タクテクス』創刊以前から模型雑誌である『月刊ホビージャパン』ではミニチュアゲームとしてのウォー・シミュレーションゲームが取り上げられたことがあったように、ウォー・シミュレーションゲーマーと当時の模型ファンは「戦争の状況を扱う」という意味で同系統の趣味を持つ者達が多かった。その流れもありホビージャパンは海外ゲームの輸入販売を開始。そして、当初は『月刊ホビージャパン』誌上で行っていたゲームサポートを拡充するための媒体として『タクテクス』が創刊されたのである。ホビージャパンはアバロンヒル社などの翻訳ゲームも発売していたが、それ以上に外国語のゲームをそのまま輸入販売していたメーカーでもある。そのため、無数にある未訳ゲームの翻訳ルールや正誤訂正などを掲載する場としてサポート雑誌が必要だったといえる。
『タクテクス』の雑誌構成としては、ゲームの紹介記事や攻略記事、戦史解説、未訳ゲームのルール翻訳、そして付録ゲームがつくところなど、ウォー・シミュレーションゲーム雑誌としてはスタンダードな構成である。
付録ゲームにはSPI社をはじめとする海外メーカーの翻訳ゲームがつくことが多く、安価で手に入れられることから当時の学生ゲーマーの福音となっていた（月刊化した後の『タクテクス』の価格は付録つきで800円）。また、ホビージャパンが製作するオリジナルのゲームがつくこともあり、それらの中には現在でも名作として語り継がれているものも存在する。
1980年代後半からはカードゲーム、マルチプレイヤーゲーム、テーブルトークRPGなどの記事も増えはじめ、特にテーブルトークRPGについては大きく取り扱うようになり1987年8月に発売された46号（1987年9月号）からは奇数月の号はテーブルトークRPGのみを扱い、偶数月の号はウォー・シミュレーションゲームのみを扱うという変則的な出版形態を取るようになった。また、それとは別個に『タクテクス』別冊として『RPGマガジン』が二冊出されている。後にこの別冊が独立して月刊化された（それと同時に『タクテクス』は季刊化した）。
2021年11月20日、東京ビッグサイトで開催されているアナログゲームのイベント「ゲームマーケット」で、ホビージャパンが『タクテクス』を復刊することを明らかにし、2022年3月に発売された。

## 付録ゲーム
各種ゲームが付録についていた。

### 平綴じ時代のゲーム
本誌記事の一環で基本的にモノクロ。ボードゲームの場合、マップはコピーして使用、ユニットもコピーして厚紙に貼って切るという自作が必要だった。それでもこの時代にはよくプレイされた。
（一部を除いて、オリジナル）
- 2号-シェルブール攻防戦 作戦級

1944年のシェルブール攻防戦を扱う。
- 3号-ドンキーコマンド 戦闘級

高梨俊一デザインのソリティアゲーム。特殊工作員ドンキーコマンドとなり、敵秘密基地へ潜入し、秘密書類奪取の任務を遂行するダンジョン探索型である。
コマンドにはキャラクターメイキングや経験点を貯めての成長ルールがあり、日本のゲーム雑誌で初の本格的なテーブルトークRPG特集に併載されたことから、「日本初の商業テーブルトークRPG」と称されることもある。
- 4号-ブノット・ヤコブ橋 作戦級

第四次中東戦争のミニゲーム。
- 6号-エプソム作戦 作戦級

第二次大戦、西部戦線のミニゲーム。
- 7号-第三帝国の戦争経済（ドイッチュラント・ウンターゲルト） 戦略級

第二次欧州大戦を見開き2pのマップで再現する。高梨俊一デザイン。後にゲームジャーナル第13号で復刻された。
- 7号-カウペンズの戦い 戦術級

米独立戦争もの。GDWの『ギルフォードコートハウスの戦い』のシステムを流用したバリアント。
- 9号-サボイバル 戦闘級

太平洋戦争時、同日、同時刻に荒天でサボ島沖で遭難した日飛行艇と米魚雷艇兵士達の、無人島サバイバル。敵は食糧源の動物他、毒蛇、マラリア蚊なども敵兵と並ぶ脅威になる。ホビージャパンが日本語版を出版した海戦ゲーム『アイアンボトム・サウンド』に付属されている「サボ島」のパーツを活用した、お遊び的企画。
- 10号-アイラウの戦い 作戦/戦術級

ナポレオニック。1807年のアイラウ村近辺での仏露の偶発戦を取り扱う。ユニットのみならず、マップもデザイナーズキットによる自作が必要だが、内容は市販品に匹敵するほど本格的だった。
- 11号-Send Us More Japs!　（ウェーキ島作戦） 戦術級

1941年のウェーキ島上陸作戦がテーマ。マップは同じだが、実質的にはルールの異なる二つのゲームのセットで、第一次作戦では日本軍艦艇VS砲台+F4F戦闘機。第二次作戦では日本軍上陸部隊VS米守備隊との戦闘を扱う。
- 11号-ポアティエの戦い 戦術級

英仏の百年戦争、ポアティエの戦いを再現するミニゲーム。GDWの『アザンクールの戦い』のシステムを流用したバリアント。
- 12号-大堡塁－ボロジノの戦い 1812年9月7日－ 戦術級

ナポレオニック。ロシア遠征でのボロジノ攻防戦を扱う。
- 15号-ブルランの戦い 作戦級

南北戦争もの。
- 15号-戦車戦　西部戦線モジュール 戦闘級

東部戦線を舞台にしていた、ホビージャパンの戦闘級ゲーム『戦車戦』の拡張モジュール。
- 16号-オーバーロード作戦、

- 16号-プロホロフカ戦車戦

- 18号-サレルノ攻防戦
- 21号-マレー沖1941

### 中綴じ時代の付録ゲーム
ボードゲームの付録の場合、マップは綴じ込みでカラーのものが用意された。ユニット（カラー）は厚紙を貼って切るなどの自作が必要だったが、厚紙で型抜きされた（ボックス製品と変わらないコンポーネント）ユニットも別売りされていた。以下、SPI作品はいずれも絶版作品を復刻したもので歓迎された。
- 24号-Battle for Germany（SPI、邦題『ベルリン陥落』。第二次世界大戦のウォーゲーム）
- 25号-Napoleon at Waterloo（SPI、邦題『ワーテルロー』。ナポレオン戦争のウォーゲーム）
- 26号-Wreck of the B.S.M. Pandora（SPI、邦題『パンドラ号の遭難』。宇宙船を舞台にしたSFボードゲーム）
- 27号-World War I（SPI、邦題『第1次世界大戦』。第一次世界大戦のウォーゲーム）
- 28号-Titan Strike（SPI、邦題『タイタンストライク』。SFウォーゲーム）
- 29号-King Arthur（SPI、邦題『アーサー王』。アーサー王伝説のウォーゲーム）、クライスト装甲集団（Panzer Gruppe Guderianのシステムを流用したオリジナル）
- 30号-Chinese Farm（SPI、邦題『中国農場』。中東戦争のウォーゲーム）
- 31号-Voyage of the B.S.M. Pandora（SPI、邦題『パンドラ号の航海』。26号付録の続編）
- 32号-The Fall of Rome（SPI、邦題『ローマ帝国の滅亡』。ローマ帝国の戦略的レベルシミュレーション）
- 33号-Golan（SPI、邦題『ゴラン高原』。中東戦争のウォーゲーム）
- 34号-Marengo（SPI、邦題『マレンゴの戦い』。Napoleon at War Quadクアドリのひとつ[6]）
- 35号-Dawn of the Dead（SPI、邦題『死霊の夜明け』。ゾンビを題材としたホラー・ボードゲーム）
- 36号-FROZEN FRONT 凍結戦線 デミヤンスク1942（オリジナル。第二次世界大戦東部戦線のウォーゲーム）
- 37号-Punic Wars（SPI、邦題『ポエニ戦争 264-146 B.C.』。ポエニ戦争のウォーゲーム）
- 38号-The Creature that ate Sheboygan（SPI、邦題『怪獣征服』。SFウォーゲーム）[7]
- 39号-旌旗蔽空（オリジナル。公募入賞作品。三国志のマルチプレイヤーゲーム。後にリデザインされてホビージャパンより『英雄三国志』としてボックスゲーム化された）
- 40号-Melee, Death Test（Metagaming、邦題『メレー＋デステスト』。ファンタジー戦闘ゲームとソロシナリオ。個人同士の戦闘を再現）
- 41号-Jena-Auerstadt（SPI、邦題『イエナ・アウエルシュタット』。Napoleon at War Quadクアドリのひとつ[6]）
- 42号-Barbarian Kings（TSR/SPI、邦題『魔法の大陸』。ファンタジーマルチプレイヤーズゲーム）[7]
- 43号-Korsun（SPI、邦題『コルスン包囲戦』。第二次大戦ウォーゲーム。Army Group Southクアドリのひとつ[6][8]）
- 44号-Supercharge（SPI、邦題『砂漠の戦い - エルアラメイン』。第二次大戦北アフリカ戦線のウォーゲーム）
- 45号-Sticks & Stones（Metagaming、邦題『人類創世期 Sticks & Stones 石器時代の戦い - B.C.10,000』。石器時代の戦いのウォーゲーム）
- 46号-Wizard, Death Test II（Metagaming、邦題『ウィザード+デス・テスト II』。ファンタジー戦闘ゲームとソロシナリオ。Meleeに魔術師を導入）
- 47号-Wagram（SPI、邦題『ワグラムの戦い』。Napoleon at War Quadクアドリのひとつ[6]）
- 48、50、52号-ラビッツ&ラッツ（オリジナル。小動物たちを演じるTRPG。デザイン：門倉直人+有坂純）[9]
- 49号-To the Far Seas -はるかな海へ-（オリジナル。第一次大戦の通商破壊戦ウォーゲーム）
- 50号-Ragnarok（SPI、邦題『ラグナロック - 神々の黄昏』。北欧神話ウォーゲーム）
- 51号-Operation Star（SPI、邦題『星作戦』。第二次大戦ウォーゲーム。Army Group Southクアドリのひとつ[6][8]）
- 52号-Death Maze（SPI、邦題『死の迷宮』。SFウォーゲーム）[7]
- 53号-Alamo（SPI、邦題『アラモ』。ウォーゲーム）
- 54号-the Lords of UNDEREARTH（Metagaming、邦題『ドワーフの地下迷宮』。ドワーフの地下迷宮を舞台にしたファンタジー戦闘ゲーム。部隊間の戦闘を再現。Meleeのルールを用いて個人間の戦闘も可能。ソロプレイ可）
- 55号-Breitenfeld（SPI、邦題『ブライテンフェルトの戦い』。三十年戦争ウォーゲーム。Thirty Years Warシリーズの一つ）
- 56号-Ice War（Metagaming、邦題『アイスウォー』。SFウォーゲーム）
- 57号-Caporetto 1917（SPI、邦題『カポレット1917』。第一次大戦ウォーゲーム）
- 58号-Citadel of Blood（SPI、邦題『戦慄の城砦』。ファンタジーウォーゲーム）
- 59号-The Plot to Assassinate Hitler（SPI、邦題『ヒトラー暗殺』。第二次大戦抽象ウォーゲーム）
- 60号-Dimension Demons（Metagaming、邦題『異世界の悪魔』。SFウォーゲーム）
- 61号-春の目覚め作戦（オリジナル。第二次大戦東部戦線のウォーゲーム）
- 62号-Trojan War（Metagaming、邦題『トロイ戦争』。トロイ戦争ウォーゲーム）
- 63号-St.Vith（SPI、邦題『サン・ヴィット』。第二次大戦ウォーゲーム。Battles for the Ardennesクアドリのひとつ[6][10]）
- 64号-秘宝の郷（オリジナル。ファンタジーウォーゲーム）
- 65号-バルバロッサの場合（オリジナル。公募入賞作品。第二次大戦東部戦線ウォーゲーム。デザイン：山崎雅弘）
- 66号-ガイアース英雄伝（オリジナル。ファンタジーウォーゲーム）
- 67号-Kanev（3W、邦題『ドニエプルを血に染めて』。第二次大戦東部戦線ウォーゲーム）
- 68号-銀河大戦記（オリジナル。SFウォーゲーム）
- 69号-Race to the MEUSE（3W、邦題『アルデンヌを越えて』。バルジの戦いの作戦級シミュレーション）
- 70号-クス＝バルセスの影（オリジナル。ファンタジーウォーゲーム）
- 71号-Clervaux（SPI、邦題『独第5装甲軍の突破』。Battles for the Ardennesクアドリのひとつ[6][10]）
- 73号-Holy Roman Empire（3W、邦題『神聖ローマ帝国』。三十年戦争戦略級ウォーゲーム）
- 75号-キエフ攻防戦（オリジナル。第二次大戦東部戦線ウォーゲーム。デザイン：山崎雅弘）
- 77号-呪われた海（オリジナル。第二次大戦の通商破壊戦ウォーゲーム）、Celles（SPI、邦題『ミューズ河前面の死闘』。Battles for the Ardennesクアドリのひとつ[6][10]）

### 季刊タクテクスの付録ゲーム
（いずれもオリジナル）
- 季刊3号-田原坂の激闘
- 季刊4号-ロンメル戦記
- 季刊5号-ソロモン空母戦、カーン攻防戦
- 季刊6号-モスクワ総進撃
- 季刊7号-シュリーフェンプラン

### リブート版
- タクテクス 光秀戦記 明智十兵衛合戦次第-第1次黒井城の戦い、本能寺の変、山﨑決戦

### タクテクス別売りゲームカウンター
タクテクス付録ゲーム用の専用駒が1セットを通販のみで、現金書留1,200円または切手1,400円分（送料込み）で入手できた。（一部ゲームショップにおいて直接入手も可能だった）
- カウンター1 - No.24ベルリン陥落　No.25ワーテルロー　No.26パンドラ号の遭難
- カウンター2 - No.27第1次世界大戦　No.28タイタンストライク　No.29アーサー王
- カウンター3 - No.30中国農場　No.31パンドラ号の航海　No.32ローマ帝国の滅亡
- カウンター4 - No.33ゴラン高原　No.34マレンゴの戦い　No.35死霊の夜明け
- カウンター5 - No.36凍結戦線　No.37ポエニ戦争　No.38怪獣征服
- カウンター6 - No.39旌旗蔽空
- カウンター7 - No.41イエナ・アウエルシュタット　No.42魔法の大陸　No.43コルスン包囲戦
- カウンター8 - No.44砂漠の戦い　No.45人類創世紀　No.46ワグラムの戦い
- カウンター9 - No.40メレー＋デステスト　No.47ウィザード+デス・テスト II　No.50ラグナロック
- カウンター10 - No.49はるかな海へ　No.51星作戦
- カウンター11 - No.52死の迷宮　No.54ドワーフの地下迷宮　No.56アイスウォー
- カウンター12 - No.53アラモ　No.55ブライテンフェルトの戦い　No.61春の目覚め作戦
- カウンター13 - No.57カポレット1917　No.59ヒトラー暗殺
- カウンター14 - No.58戦慄の城塞　No.60異次元の悪魔 オーガカウンター
- カウンター15 - No.62トロイ戦争　No.64秘宝の郷
- カウンター16 - No.63サン・ヴィット　No.65バルバロッサの場合
- カウンター17 - No.66ガイアース英雄伝　No.68銀河大戦記
- カウンター18 - No.67ドニエプルを血に染めて　No.69アルデンヌを越えて　No.73神聖ローマ帝国 傭兵カウンター
- カウンター19 - No.70クス＝バルセスの影　No.71独第5装甲軍の突破
- カウンター20 - No.73神聖ローマ帝国　No.75キエフ攻防戦
- カウンター21 - No.77呪われた海　No.77ミューズ河前面の死闘